# Стефурак Степан
Степа́н Стефура́к (16 січня 1846, с. Старий Угринів, Калущина — 25 вересня 1888, Львів) — український актор, один з визначних коміків галицької сцени, 20 років грав на сцені театру «Руської Бесіди» у Львові (1869—1888).
Був особисто знайомим із Іваном Франком, який відгукувався позитивно про талант актора.

## З життєпису
Родом зі с. Старого Угринова на Калущині).
Найкращі ролі: Орендар, війт Чопорій («Сільські пленіпотенти», «Підгоряни» І. Гушалевича), Земляніка і Жевакін («Ревізор», «Одруження» М. Гоголя), Нечипір («Пошились у дурні» М. Кропивницького), Старий козак («Запорожець за Дунаєм» С. Гулака-Артемовського), Шельменко, Стецько («Шельменко — волосний писар», «Сватання на Гончарівці» Г. Квітки-Основ'яненка) та ін.
Був особисто знайомим із Іваном Франком, який відгукувався позитивно про талант актора.

## Вшанування
У рідному селі ім'ям С. Стефурака названа вулиця, створюється куток пам'яті в місцевому Народному Домі.